# Шанинский
Шанинский — посёлок в Панинском районе Воронежской области. Входит в Октябрьское сельское поселение. Ранее входил в Сергеевское сельское поселение.

## География

### Улицы
- ул. Долгопрудная

## Население
| 2000 | 2005 | 2010 |
| ---- | ---- | ---- |
| 19   | ↗20  | ↘16  |